# Лазько, Игорь Алексеевич
Игорь Алексеевич Лазько (род. 1949, Ленинград) — советский, французский пианист.

## Биография
родился в Ленинграде в семье музыкантов. Первые навыки игры на фортепиано получил в классе С. Ляховицкой. В 14 лет стал лауреатом Международного конкурса им. И. С. Баха в Лейпциге. Окончил Среднюю специальную музыкальную школу при Ленинградской консерватории (класс профессора П. Серебрякова), затем Московскую консерваторию (класс профессора Я. Зака). Много выступал с концертами во всём мире. В 1981 году стал лауреатом Международного конкурса современной музыки в Сен-Жермен-ан-Ле, а в 1985-м представил монографическую программу из сочинений И. С. Баха на фестивале «Musique comme BACH» в Нантерре.
До 1992 — профессор Белградской музыкальной академии, участник музыкальных фестивалей в Югославии (Белград, Дубровник, Опатия, Загреб).
Ныне Игорь Лазько — профессор Русской консерватории им. А. Скрябина и «Schola Cantorum» в Париже. Основатель и организатор во Франции международных конкурсов пианистов им. Николая Рубинштейна (1996), им. Александра Скрябина (2001) и Международного конкурса им. А. К. Глазунова (скрипка, альт, виолончель) с 2000 г.
В дискографии музыканта более 15 CD с записями его выступлений соло и в составе камерных ансамблей. Первая осуществленная им запись — Двухголосные инвенции И. С. Баха (виниловый диск, фирма грамзаписи «Мелодия», 1966). Последние альбомы — «Золотой репертуар виолончелистов» (издательство «Композитор · Санкт-Петербург»: выпуск 1, 2009; выпуск 2, 2012), которые Игорь Лазько записал вместе со своим отцом, виолончелистом А. А. Лазько.